# Sự gia tăng cường độ nhanh của xoáy thuận nhiệt đới

Vòng lặp vệ tinh hồng ngoại của bão Maria vào tháng 7 năm 2018, khi nó trải qua quá trình gia tăng cường độ nhanh

Trong khí tượng học, sự gia tăng cường độ nhanh của xoáy thuận nhiệt đới là tình huống xảy ra khi một xoáy thuận nhiệt đới mạnh lên nhanh chóng trong một khoảng thời gian ngắn. Trung tâm Bão Quốc gia Hoa Kỳ định nghĩa sự gia tăng cường độ nhanh là khi sức gió duy trì tối đa của một xoáy thuận nhiệt đới tăng lên ít nhất 30 hải lý trên giờ (35 mph; 56 km/h) trong một khoảng thời gian 24 giờ trở xuống.

## Điều kiện cần thiết

### Bên ngoài
Để sự tăng cường nhanh chóng xảy ra, một số điều kiện phải được đưa ra. Nhiệt độ nước phải cực kỳ ấm (gần hoặc trên 30 °C, 86 °F), và nhiệt độ nước này phải đủ sâu để sóng không khuấy động vùng nước mát và sâu hơn lên bề mặt. Cắt gió phải thấp; bởi khi gió cắt cao, sự đối lưu và lưu thông trong xoáy thuận nhiệt đới sẽ bị gián đoạn. Không khí khô cũng có thể hạn chế sự tăng cường của các cơn bão nhiệt đới.

### Bên trong
Thông thường, phải có xoáy nghịch ở các lớp trên của tầng đối lưu phía trên cơn bão — để phát triển áp suất bề mặt cực thấp. Điều này là do không khí phải hội tụ về phía áp suất thấp ở bề mặt, sau đó buộc không khí bay lên rất nhanh trong mắt bão và do sự bảo toàn khối lượng nên cần có sự phân kỳ gió ở đỉnh của tầng đối lưu. Quá trình này được hỗ trợ bởi một chất chống oxy hóa cấp trên giúp dẫn luồng không khí này ra khỏi lốc xoáy một cách hiệu quả. Các tháp nóng có liên quan đến sự tăng cường nhanh chóng của xoáy thuận nhiệt đới, mặc dù chúng đã được chẩn đoán thấy các tác động khác nhau trên các lưu vực.

## Định nghĩa trước đây
Trung tâm Bão Quốc gia Hoa Kỳ trước đây đã xác định ý nghĩa của từ này là sự sâu xuống nhanh chóng của một xoáy thuận nhiệt đới, khi áp suất trung tâm tối thiểu giảm 42 millibar (1,240 inHg) trong khoảng thời gian 24 giờ. Hiện tại, nó được định nghĩa là sự gia tăng sức gió duy trì tối đa của một xoáy thuận nhiệt đới ít nhất là 30 hải lý trên giờ (35 mph; 56 km/h) trong khoảng thời gian 24 giờ. Tuy nhiên, nghiên cứu gần đây cho thấy rằng áp suất mực nước biển trung bình là một yếu tố dự báo tốt hơn về thiệt hại do các cơn bão đổ bộ vào Hoa Kỳ.